# 로버트 프로스키

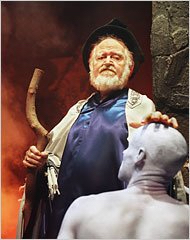

로버트 프로스키(Robert Prosky, 1930년 12월 13일 ~ 2008년 12월 8일)는 미국의 배우이다.
필라델피아에서 태어났으며 워싱턴 D.C.에서 사망하였다. 사인은 심혈관계 질환이다.

## 출연 작품
- 스켑틱 (2009년)
- 슈츠 온 더 루즈 (2005년)
- K 스트리트 (2003년)
- 디-톡스 (2002년)
- 최종 판결 (1999년)
- 폭소 기마 특공대 (1999년)
- 레이크 (1998년)
- 매드 씨티 (1997년)
- 체임버 (1996년)
- 데드 맨 워킹 (1995년)
- 주홍글씨 (1995년) - 호라티우스 스톤 홀 역
- 34번가의 기적 (1994년) - 헨리 하퍼 판사 역
- 루디 이야기 (1993년) - 카바라 신부 역
- 미세스 다웃파이어 (1993년) - 조나단 역
- 마지막 액션 히어로 (1993년) - 프랭크 역
- 퍼펙트 킬러 (1992, Double Edge)
- 팀스터 보스 (1992년)
- 호파 (1992년)
- 파 앤드 어웨이 (1992년) - 다니엘 크리스티 역
- 유쾌한 사랑 (1990년)
- 표적없는 총성 (1990년)
- 위험한 추격 (1990년)
- 그린 카드 (1990년)
- 그렘린 2 - 뉴욕 대소동 (1990년) - 프레드 할머니 역
- 프롬 더 데드 오브 나이트 (1989년) - 월터 역
- 코치 (1989년)
- 복수의 일격 (1989년)
- 고집불통 기자 영감 (1989년)
- 제3의 기회 (1988년)
- 야외 소동 (1988년)
- 빅 샷 (1987년)
- 포춘 (1987년) - 스타니슬라브 코르젠노스키 역
- 브로드캐스트 뉴스 (1987년) - 어니 메리맨 역
- 인투 씬 에어 (1985년)
- 내츄럴 (1984년) - 판사 역
- 크리스틴 (1983년) - 윌 다넬 역
- 정의의 사관 (1983년)
- 악마의 성 (1983년)
- 월드 워 III (1982년)
- 행키 팽키 (1982년)
- 도둑 (1981년)